# Léon Vanderstuyft
Léon Vanderstuyft (Ypres, 5 de maio de 1890-Paris, 26 de fevereiro de 1964) foi um ciclista belga, profissional desde o 1911 ao 1927. Especializou-se no medeio fundo, em que conseguiu um Campeonato do Mundo.
Seu pai Fritz e seu irmão Arthur também foram ciclistas profissionais.

## Palmarés
- 1922
- Campeão do mundo de Meio fundo